# Nürburgring
Nürburgring es un autódromo ubicado alrededor del pueblo de Nürburg, estado de Renania-Palatinado, Alemania. Se encuentra en las montañas Eifel, unos 60 km al oeste de la ciudad de Coblenza. Nordschleife junto con el GP-STRECKE es el circuito más largo con unos 26.002 m.

## Historia
El circuito original se concibió como lugar de pruebas de las marcas alemanas de automóviles. La construcción del circuito, diseñado por Otto Creutz, se inició en septiembre de 1925. En 1927, Nürburgring comenzó a albergar el Gran Premio de Alemania y el Gran Premio de Alemania de Motociclismo.
En esta época existía un trazado completo de 28,3 km (17,5 millas) de 6,7 m de ancho y estaba formado por dos secciones, la sección sur, Südschleife, de 7,5 km, y la sección norte, Nordschleife, de 22,8 km. Considerado como el circuito más difícil y agotador del mundo, el Nordschleife se conoce como Grüne Hölle o "infierno verde", apelativo inventado por el piloto de Fórmula 1 Jackie Stewart.
En 1929 se utilizó por última vez el circuito completo en Grandes Premios, y se pasó a utilizar el Nordschleife. Los pilotos que consiguieron recordar cada curva y ganar en la década de 1930 fueron llamados Ringmeister ("maestro del circuito"), como Rudolf Caracciola, Tazio Nuvolari y Bernd Rosemeyer.
Luego de la Segunda Guerra Mundial, el Gran Premio de Alemania retornó y permaneció allí durante décadas, incorporándose al Campeonato Mundial de Fórmula 1 en 1951. Surgieron nuevos Ringmeister, tales como Alberto Ascari, Juan Manuel Fangio, Stirling Moss, John Surtees, Jackie Stewart y Jacky Ickx.
A finales de los años 1960, la pista era cada vez más peligrosa debido al aumento constante de velocidad de los Fórmula 1, por lo que en 1970 el Gran Premio de Alemania se mudó temporalmente al Hockenheimring mientras se reconstruía la sección norte. Se eliminaron obstáculos y se instalaron barreras de seguridad, pero esto fue suficiente por pocos años. En 1976, la pista ya no cumplía con las nuevas regulaciones de seguridad y, por sus dimensiones, tampoco se adaptaba el espectáculo en televisión - era imposible cubrir el recorrido entero mediante cámaras de televisión. Un accidente casi fatal de Niki Lauda, uno de los mayores oponentes al circuito, precipitó la salida del Nürburgring de las competiciones de Fórmula 1.

Circuito de Nordschleife, el autódromo antiguo, se considera uno de los más grandes en extensión unido al autódromo principal.

Entre 1981 y 1984, se reconstruyó el circuito, en parte sobre el antiguo trazado de Südschleife, con una longitud reducida a 4,5 km. Este fue completado en 1984 con lo que la Fórmula 1 regresó al Nürburgring en 1985, pero la carrera en ese año fue un completo fracaso en audiencias,[cita requerida] por lo que fue excluido del calendario reemplazándolo por el Gran Premio de México.
A partir de 1995, Nürburgring ha recibido frecuentemente a la Fórmula 1. Las temporadas 1995, 1996 y de 1999 a 2007, se ha llamado Gran Premio de Europa, mientras que en 1997 y 1998 se disputaron bajo el nombre de Gran Premio de Luxemburgo.
En 1999 las lluvias intermitentes hicieron que la carrera fuese totalmente alocada, llegó hasta el punto que un Minardi estuvo a punto de doblar al Ferrari de Irvine. Durante unos minutos una zona de la pista estaba absolutamente mojada, y la otra totalmente seca.

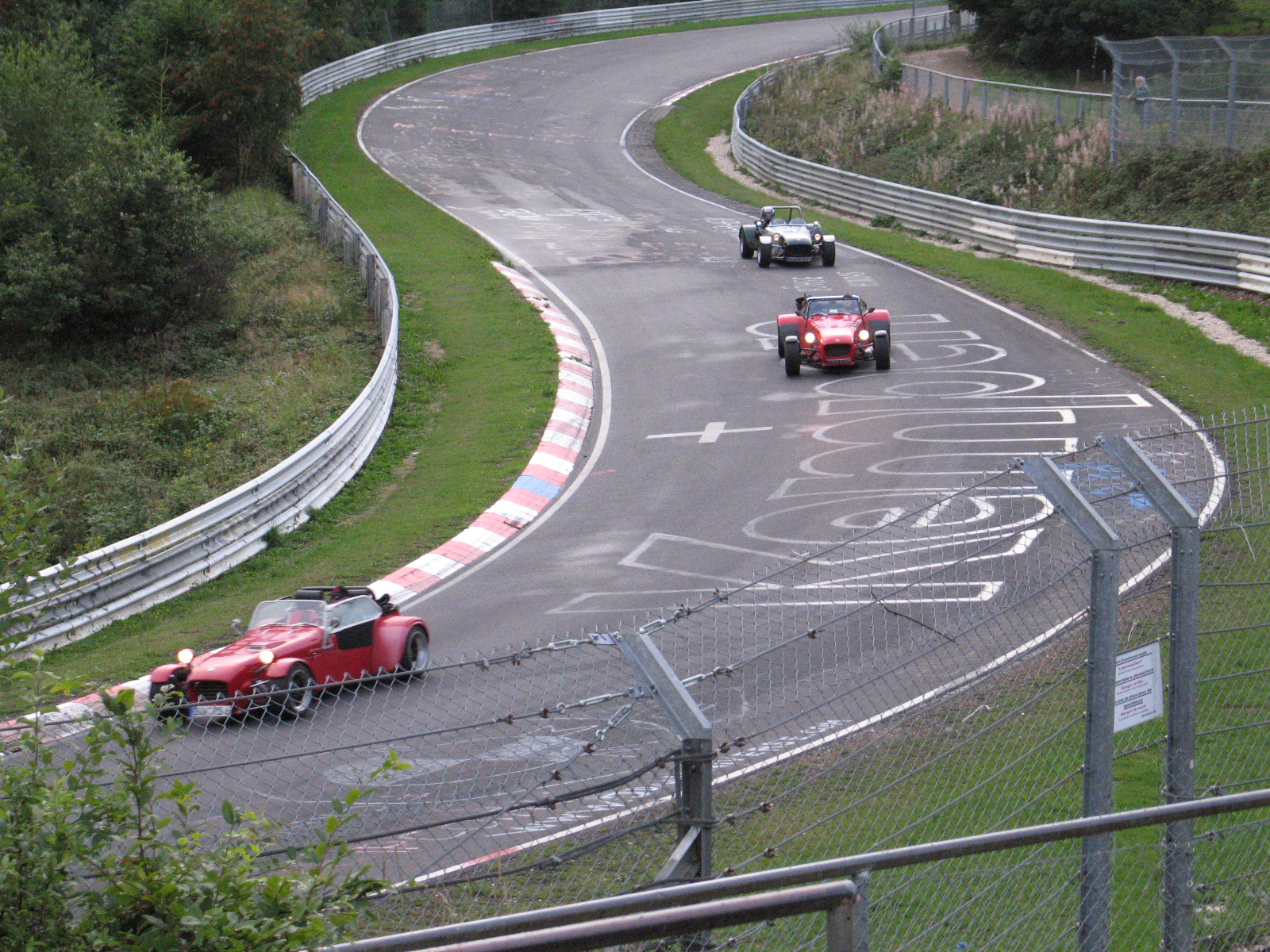
Fotografía del Nordschleife.

En 2009 se disputó bajo el nombre de Gran Premio de Alemania, después de 24 años de que en Nürburgring no se disputara dicho GP. La carrera fue ganada por Mark Webber, quien consiguió su primera victoria. El trazado volvió a recibir a la F1 para el Gran Premio de Alemania de 2011 y el de 2013. En 2020 volverá a albergar a la categoría como sede del Gran Premio de Eifel.

## Competiciones principales
Fuera de la Fórmula 1, los circuitos de Gran Premio y corto se han usado en los principales campeonatos alemanes de automovilismo, entre ellos el Deutsche Tourenwagen Masters, el Deutsche Rennsport Meisterschaft, el Super Tourenwagen Cup y la Fórmula 3 Alemana.
La Fórmula 3000 Internacional lo visitó en 1992 y 1993, y más tarde entre 1996 y 2004. Su sucesor, la GP2 Series, lo ha hecho entre 2005 y 2007 y los años impares desde entonces. Otros campeonatos de monoplazas que celebraron fechas en Nürburgring incluyen la Fórmula 3000 Europea (desde 2001 hasta 2004 y en el año 2007), la World Series by Renault (entre 2006 y 2009) y la Fórmula 3 Británica (en 2005).
Nürburgring tiene una larga historia de carreras de resistencia. Los 1000 km de Nürburgring fue una de las principales carreras del Campeonato Mundial de Resistencia desde la década de 1950 hasta la de 1990, y una prueba de la Le Mans Series en la década de 2000. El Nordschleife se utiliza actualmente en competiciones especiales, como las 24 Horas de Nürburgring y el Campeonato de Nürburgring de Resistencia de la VLN, que se disputan con gran turismos y turismos simultáneamente, así como una ronda del WTCC/WTCR.
Además de esas carreras de resistencia, Nürbugring ha sido usada para carreras más cortas de sport prototipos y gran turismos. La BPR Global GT Series estuvo presente en 1995 y 1996 y la GTR Euroseries en 1998. Su sustituto, el Campeonato FIA GT, visitó la pista en 1997, 2001 y 2010. El Campeonato de la FIA de Sport Prototipos corrió allí entre 1998 y 2001, y el Open Internacional de GT lo hizo en 2010
. Menos habituales son las carreras de motociclismo. El Gran Premio de Alemania de Motociclismo del Campeonato Mundial de Motociclismo tuvo lugar en Nürburgring en 17 ocasiones entre 1955 y 1997. El Campeonato Mundial de Superbikes celebró fechas en 1998, en 1999 y a partir de 2008.

### Eifelrennen

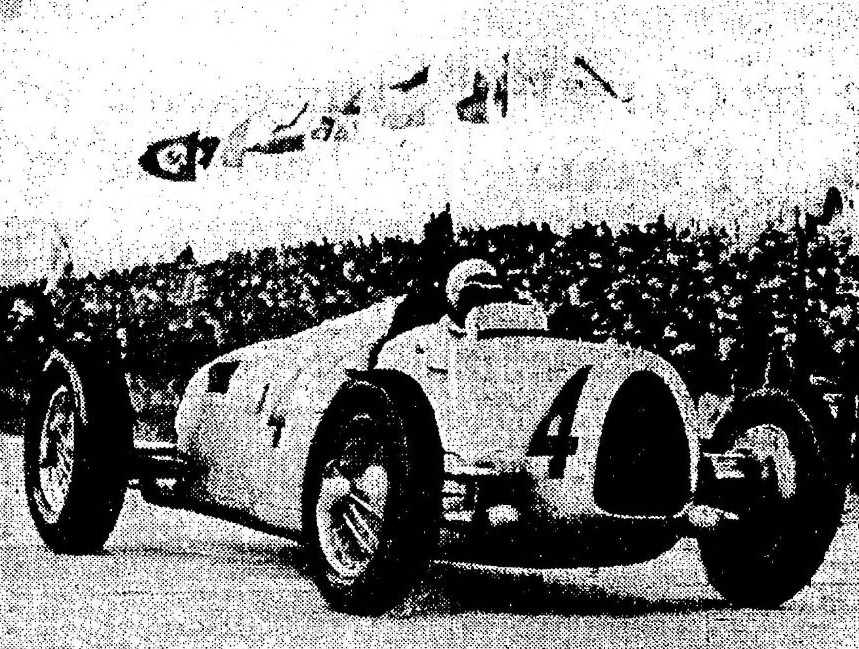
Bernd Rosemeyer, ganador de las ediciones 1936 (foto) y 1937 de esta carrera.

El Eifelrennen fue un evento deportivo organizado por el ADAC entre 1922 a 2003, que se celebró en las montañas Eifel incluso antes de que se construyera allí el circuito.
En la edición de 1922 se permitió la participación de cualquier vehículo, incluyendo bicicletas motorizadas, en la misma competencia. Desde la edición siguiente, se separaron los automóviles y las motocicletas en dos carreras. Una serie de accidentes en los años siguientes llevó a la construcción del circuito.
El evento se disputó con dos carreras, la de coches y la de motos, hasta 1974, año en varios pilotos de la carrera de motociclismo, puntuable para el campeonato mundial, decidieron no participar porque el compartir fin de semana con un carrera de coches hacía que la seguridad de la pista no sea buena para una carrera de motos.
En los años treinta, el reglamento utilizado en la carrera de automóviles era el de Gran Premio, pero luego de la Segunda Guerra Mundial y hasta la última edición en 2003, se compitió con coches de Fórmula 2, Fórmula Junior, deportivos, GT, DTM, entre otros.

## Otras actividades
El Nordschleife sirve como pista de pruebas de automóviles de producción y de carreras. Además, cualquier persona puede pagar para correr en ella con su automóvil, sea un turismo de baja potencia o un superdeportivo.
Las instalaciones del autódromo incluyen un parque de diversiones y una galería de compras. Rock am Ring es un festival de música anual que congrega a artistas destacados.

## Variantes
Variantes principales del trazado a lo largo de la historia.

Nordschleife
Nordschleife y Südschleife
Südschleife
GP-Strecke original
GP-Strecke actual
Nordschleife y GP-Strecke

## Récords en Nürburgring
Mejores tiempos de autos en el circuito alemán.
| N.º | Marca y modelo                    | Tiempo   |
| --- | --------------------------------- | -------- |
| 1   | Porsche 919 Hybrid Evo            | 5:19.546 |
| 2   | Volkswagen ID.R                   | 6:05.33  |
| 3   | Mercedes-AMG ONE                  | 6:29.090 |
| 4   | Porsche 911 GT2 RS MR             | 6:40.30  |
| 5   | Lamborghini Aventador SVJ         | 6ː41.987 |
| 6   | Mercedes AMG GTR Black Series     | 6ː44.97  |
| 7   | Nio EP9                           | 6:45.9   |
| 8   | Porsche 911 GT2 RS                | 6ː47     |
| 9   | Radical SR8LM                     | 6ː48     |
| 10  | Chevrolet Corvette ZR1X           | 6ː49.275 |
| 11  | Porsche 911 GT3 RS                | 6ː56     |
| 12  | Radical SR8                       | 6:56     |
| 13  | Porsche 918 Spyder                | 6:57     |
| 14  | Ford Mustang GTD                  | 6:57.685 |
| 15  | Lamborghini Aventador LP 750-4 SV | 6:59     |